# Рейхстаг (Веймарская республика)

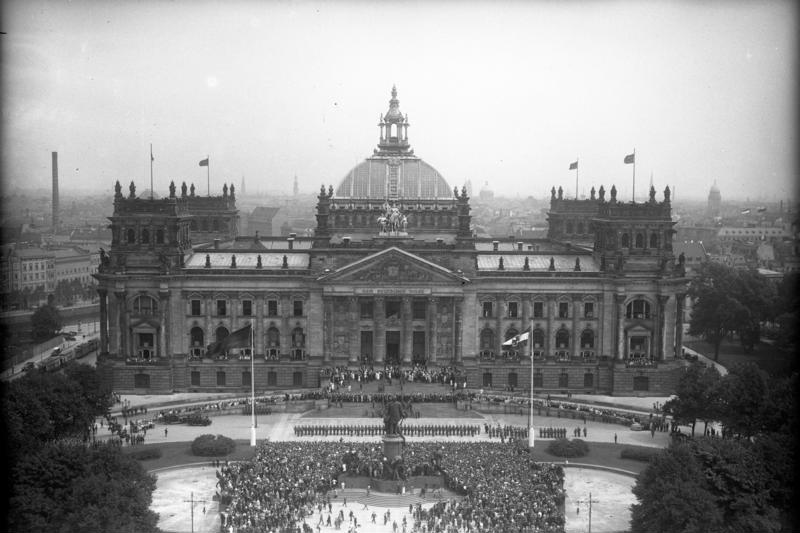
Здание Рейхстага до пожара

Рейхстаг (нем. Reichstag — букв. «государственное собрание») — нижняя палата парламента Германии в Веймарский период.

## История
Первые выборы в рейхстаг в Веймарский период прошли 6 июня 1920 года. До установления однопартийной системы 14 июля 1933 года было проведено 8 выборов. После установления в стране однопартийной системы 14 июля 1933 года, начиная с выборов в ноябре 1933 и до 1945 года, утверждался избирателями на безальтернативных выборах из числа лиц, предложенных НСДАП.

## Состав и срок полномочий
Состоял из 584 (после выборов 1932 года) депутатов (Reichstagsabgeordneten) избиравшихся сроком на 4 года. Полный срок прорабатывали созывы избранные в 1920-е гг. (за исключением созыва избранного в мае 1924 года).

## Полномочия
- Принятие, изменение, дополнение и отмена имперских законов (Reichsgesetz);
- Утверждение имперского бюджета (Reichshaushaltsplan), изменений и дополнений в него;
- Утверждение ратификации и денонсации международных договоров;
- Объявление состояния войны и заключение договора о мире[2];
- Объявление амнистии.

## Роспуск
Рейхстаг мог быть распущен рейхспрезидентом, но не более чем один раз за срок своих полномочий.

## Избирательная система
Из 466-647 депутатов, 400-448 избирались по пропорциональной системе по многомандатным округам из числа окружных кандидатских списков (Kreiswahlvorschlag), ещё 66-75 «уравнительные мандаты» распределялись по пропорциональной системе по единому многомандатному округу из числа имперских кандидатских списков (Reichswahlvorschlag).

### Назначение выборов
Выборы назначались рейхспрезидентом.

### Избирательные округа

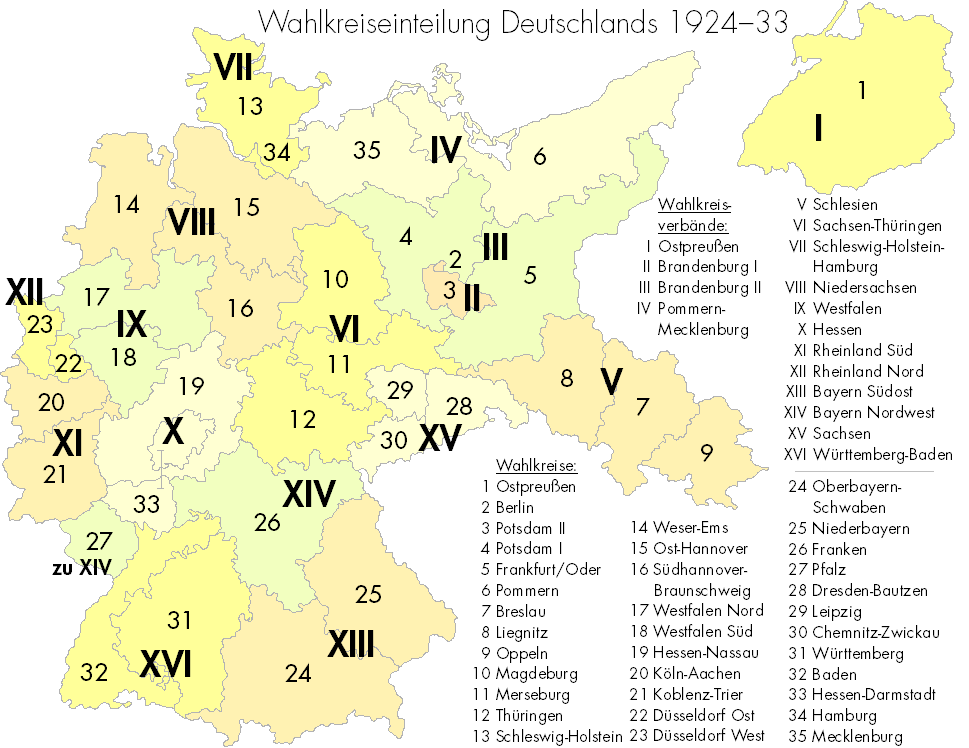
Карта избирательных округов и 16 «избирательных окружных союзов» (римскими цифрами)

- союзы избирательных округов (Wahlkreisverband) соответствовали провинциям и средним землям;
- избирательные округа (Wahlkreis) соответствовали административным округам кроме самых мелких и мелким землям:
  - избирательный округ №1 «Восточная Пруссия» (провинция Восточная Пруссия) - от 12 до 23 мест;
  - избирательный округ №2 «Берлин» (Большой Берлин) - от 16 до 21 мест;
  - избирательный округ №3 «Потсдам I» (районы Тельтов и Беесков-Шторков округа Потсдам провинции Бранденбург) - от 15 мест;
  - избирательный округ №4 «Потсдам II» (округ Потсдам провинции Бранденбург, кроме районов Тельтов и Беесков-Шторков, включая город Потсдам) - от 11 до 22 мест;
  - избирательный округ №5 «Франкфурт-на-Одере» (округ Франкфурт провинции Бранденбург и пограничная марка Позен-Западная Пруссия) - от 9 до 16 мест;
  - избирательный округ №6 «Померания» (провинция Померания) - от 13 до 17 мест;
  - избирательный округ №7 «Мекленбург» (Свободное государство Мекленбург-Шверин, Свободное государство Мекленбург-Стрелиц, Вольный ганзейский город Любек) - от 4 до 8 мест;
  - избирательный округ №8 «Бреслау» (округ Бреслау провинции Нижняя Силезия) - от 12 до 19 мест;
  - избирательный округ №9 «Лигниц» (округ Лигниц провинции Нижняя Силезия) - от 8 до 11 мест;
  - избирательный округ №10 «Оппельн» (провинция Верхняя Силезия) - от 7 до 18 мест;
  - избирательный округ №11 «Магдебург» (округ Магдебург провинции Саксония и Свободное государство Анхальт) - от 12 до 17 мест;
  - избирательный округ №12 «Мерзебург» (округ Мерзебург провинции Саксония) - от 8 до 12 мест;
  - избирательный округ №13 «Тюрингия» (Свободное государство Тюрингия, округ Эрфурт провинции Саксония и район Шмалькальден округа Кассель провинции Гессен-Нассау) - от 17 до 21 мест;
  - избирательный округ №14 «Шлезвиг-Гольштейн» (провинция Шлезвиг-Гольштейн, округ Любек Свободного государства Ольденбург) - от 10 до 18 мест;
  - избирательный округ №15 «Гамбург» (Вольный ганзейский город Гамбург) - от 8 до 12 мест;
  - избирательный округ №16 «Везер-Эмс» (округа Аурих и Оснабрюк провинции Ганновер, Свободное государство Ольденбург, Вольный ганзейский город Бремен) - от 8 до 14 мест;
  - избирательный округ №17 «Восточный Ганновер» (округа Люнебург и Штаде провинции Ганновер) - от 2 до 7 мест;
  - избирательный округ №18 «Южный Ганновер-Брауншвейг» (округа Ганновер и Хильдесхайм провинции Ганновер и Свободное государство Брауншвейг) - от 3 до 17 мест;
  - избирательный округ №19 «Вестфалия-Север» (округа Мюнстер и Минден провинции Вестфалия, Свободное государство Шаумбург-Липпе, Свободное государство Липпе, район Графство Шаумбург и район Пирмонт провинции Гессен-Нассау) - от 11 до 23 мест;
  - избирательный округ №20 «Вестфалия-Юг» (округ Арнсберг) - от 4 до 19 мест;
  - избирательный округ №21 «Гессен-Нассау» (провинция Гессен-Нассау, район Вецлар Рейнской провинции) - 15 до 22 мест;
  - избирательный округ №22 «Гессен-Дармштадт» (Народное государство Гессен) - от 7 до 13 мест;
  - избирательный округ №23 «Кёльн-Аахен» (округа Аахен и Кёльн Рейнской провинции) - от 12 до 19 мест;
  - избирательный округ №24 «Кобленц-Трир» (округа Кобленц и Трир Рейнской провинции, округ Биркенфельд Свободного государства Ольденбург) - от 6 до 10 мест;
  - избирательный округ №25 «Дюссельдорф-Восток» (восточная часть округа Дюссельдорф Свободного государства Пруссия, включая такие крупные города как Дюссельдорф, Эссен, Вупперталь, Золинген, Ремшайд) - от 13 до 19 мест;
  - избирательный округ №26 «Дюссельдорф-Запад» (западная часть округа Дюссельдорф Свободного государства Пруссия, включая такие крупные города как Дуйсбург, Крефельд, Мюльхайм-на-Руре, Мёнхенгладбах, Оберхаузен, Нойсс, Райдт, Фирзен, крупнейшим из которых был Дуйсбург) - от 9 до 16 мест;
  - избирательный округ №27 «Верхняя Бавария-Швабия» (округа Верхняя Бавария и Швабия Свободного государства Бавария) - от 14 до 23 мест;
  - избирательный округ №28 «Нижняя Бавария-Верхний Пфальц» (округа Нижняя Бавария и Верхний Пфальц Свободного государства Бавария) - от 5 до 11 мест;
  - избирательный округ №29 «Франкония» (округа Верхняя Франкония, Средняя Франкония и Нижняя Франкония Свободного государства Бавария) - от 17 до 25 мест;
  - избирательный округ №30 «Пфальц» (округ Пфальц Свободного государства Бавария) - от 3 до 8 места;
  - избирательный округ №31 «Дрезден-Баутцен» (округ Дрезден) - от 13 до 18 мест;
  - избирательный округ №32 «Лейпциг» (округ Лейпциг) - от 9 до 14 мест;
  - избирательный округ №33 «Хемниц-Цвиккау» (округа Хемниц и Цвиккау) - от 13 до 19 мест;
  - избирательный округ №34 «Вюртемберг» (Свободное Народное Государство Вюртемберг и округ Зигмаринген Свободного государства Пруссия) - от 15 до 26 мест;
  - избирательный округ №35 «Баден» (Республика Баден)[4] - от 12 до 21 мест;
- избирательные участки (Wahlbezirk) соответствовали общинам или городским округам[5].

### Органы для регистрации кандидатских списков и подсчёта голосов
- на общенациональном уровне - Имперский избирательный комитет (Reichswahlausschuss), состоявший из:
  - имперского руководителя выборов (Reichswahlleiter), которым по должности являлся Имперский министр внутренних дел;
  - членов, назначавшихся Имперским руководителем выборов;
- на уровне союза избирательных округов - комитет союза избирательных округов (Verbandswahlausschuß), состоявший из:
  - руководителя союза избирательных округов (Verbandswahlleiter), назначавшимся регирунгспрезидентом (в Пруссии, если избирательный округ охватывал один административный округ), обер-президентом (в Пруссии, если избирательный округ охватывал несколько административных округов), правительствами земель (в прочих землях, руководитель союза избирательных округов №4 назначался Оберпрезидентом Померания, руководитель союза избирательных округов №7 - Правительством земли Тюрингия, руководитель союза избирательных округов №8 - Правительством земли Гамбург, руководитель союза избирательных округов №11 - правительством земли Гессен, руководитель союза избирательных округов №17 - правительством земли Вюртемберг);
  - членов, назначавшихся руководителем союза избирательных округов;
- на уровне избирательного округа — окружной избирательный комитет (Kreiswahlausschuss), состоявший из:
  - окружного руководителя выборов (Kreiswahlleiter), назначавшимся регирунгспрезидентами (в Пруссии, если избирательный округ охватывал один административный округ), обер-президентами (в Пруссии, если избирательный округ охватывал несколько административных округов), правительствами земель (в прочих землях, руководитель выборов в избирательном округе №7 - правительством земли Мекленбург-Шверин, в избирательном округе №13 - Правительством Тюрингии, в избирательном округе №34 - правительством земли Вюртемберг)[6]
  - членов, назначавшихся окружным руководителем выборов;
- на уровне избирательного участка — избирательное правление (Wahlvorstand), состоявшее из:
  - избирательного старосты (Wahlvorsteher), назначавшегося ландратом или бургомистром города окружного подчинения[7];
  - членов, назначавшихся избирательным старостой.

### Избирательное право
Активное избирательное право - с 20 лет, пассивное - с 25 лет.

### Выдвижение
Кандидатские списки выдвигались съездами партий (партией считалась любая группа избирателей регулярно выдвигавшая кандидатов) при условии что каждый кандидатский список подписан не менее 50 избирателями проживающими на территории избирательного округа.

### Избирательный процесс
Избирательная система — пропорциональная по многомандатным избирательным округам с допущением блокировки с открытым списком при автоматическом методе (1 мандат за каждые 60 000 голосов в избирательном округе), нераспределённые в избирательных округах места перевались из избирательных округов в союзы избирательных округов где также распределяются по пропорциональной системе, нераспределённые в союзах избирательных округов места передаются в имперский избирательный комитет и опять же распределяются по пропорциональной системе. Заградительный барьер в избирательном округе - 60.000 (около 2%), по общеимперскому округу - 30.000 (около 1%). Кандидатские списки выдвигались группами не менее 50 избирателей. Участие в выборах - не обязательное.

### Явка
Порог явки этом отсутствовал. Явка колебалась от 75.6% в 1828 до 84.1% в 1932 году, для сравнения на президентских выборах от 68.87% в первом туре в 1925 до 86.21% в первом туре в 1932 году, во Франции в тот же период на парламентских выборах от 81.6% в 1932 до 81.9% в 1928 году, в Великобритании в тот же период на парламентских выборах от 71.1% в 1931 до 77.0% в 1924 году, в Швеции в тот же период от 53.04% в 1924 году до 67.62% в 1932 году (в более поздний период от 77.42% в 1960 году до 91.45 в 1982 года), в Германии в Боннский период она колебалась от 70.8% в 2009 до 91.1% в 1972 году.

## Конституирование
Вновь избранный Рейхстаг собирался на 30-й день после избрания. До избрания председателя заседания вёл старейший депутат (Alterspräsident), в первом созыве это был Генрих Рике (СДПГ), во втором, третьем и четвёртом - Вильгельм Бок (СДПГ), в пятом - Карл Герольд (ГПЦ), в шестом - Клара Цеткин (КПГ), в седьмом - Карл Лицман (НСДАП). Полномочия депутатов проверял суд по проверке выборов (Wahlprüfungsgericht), состоявший из трёх депутатов, избранных рейхстагом из его состава, и двух членов Имперского административного суда, назначенных Имперским президентом, по предложению его президиума.

## Председатель
Для ведения своих заседаний Рейхстаг избирал своего председателя (Präsident des Reichstags), а для его замещения нескольких его заместителей (Vizepräsident des Reichstags) представлявших как правило крупнейшие фракции. Также Рейхстаг избирал своих секретарей (Schriftführer). 

## Совет старейшин
Подготовку заседаний Рейхстага осуществлял его Совет старейшин (Seniorenkonvent des Reichstages), состоявший из председателя рейхстага, заместителей председателя рейхстага и 21 члена, назначавшихся фракциями.

## Постоянный комитет для охраны прав народного представительства
Полномочия рейхстага между его сессиями осуществлял Постоянный комитет для охраны прав народного представительства по отношению к имперскому правительству (ständige Ausschuß zur Wahrung der Rechte der Volksvertretung gegenüber der Reichsregierung).

## Фракции
Фракции, каждая из которых возглавляется правлением фракции (Fraktionsvorstand), состоящим из председателя фракции (Fraktionsvorsitzende), заместителей председателя фракции, секретаря фракции (Fraktionsschriftführer) и заседателей;

## Администрация Рейхстага
Материально-техническое обеспечение деятельности Рейхстага осуществляла Администрация Рейхстага (Reichstagsverwaltung), возглавляется директором Рейхстага (Reichstagsdirektor);

## Библиотека
Библиотека Рейхстага, управляется библиотечным комитетом (Buchereiausschuss).

## Комитеты
- (политико-правовые вопросы)
  - Комитет по иностранным делам (Ausschuß für auswärtige angelegenheiten);
  - Комитет по правовым вопросам (Ausschuß für Rechtspflege) (аналог комитета по законодательству);
- (экономические вопросы)
  - Комитет по народному хозяйству (Ausschuß für Volkswirtschaft);
  - Комитет по делам транспорта (Ausschuß für Verkehrsanagelenheiten);
  - Комитет по торговой политике (Ausschuß für Handelspolitik);
  - Комитет по налоговым вопросам (Ausschuß für Steuerfragen);
- (гуманитарные вопросы);
  - Комитет по вопросам образования (Ausschuß für Bildungswesen);
  - Комитет по социальным вопросам (Ausschuß für sociale Angelegenheiten);
- (процедурные вопросы)
  - Петиционный комитет (Petitionsausschuß);
  - Комитет по регламенту (Geschäftsordnungsausschuss);
  - Комитет по имперскому бюджету (Ausschuss für den Reichshaushalt);
- (прочие)
  - Комитет по демографической политике (Ausschuß für Bevolkerungspolitik);
  - Комитет по жилищному строительству (Ausschuß für Wochnungswesen);
  - Комитет по делам служащих (Ausschuß für Beamtenangelenheiten)[10].

Каждый комитет состоит из председателя, заместителя председателя, секретаря (Schriftführer), членов и заместителей членов.

## Парламентские процедуры
Заседания - открытые (решение о проведении закрытого заседания могли приниматься только большинством в 2/3 голосов и только по инициативе не менее 50 депутатов). Время проведения заседаний и окончания сессий определялось самим рейхстагом, время начала сессии - первая среда ноября. Постановления рейхстага (Beschluß des Reichstags) принимались простым большинством голосов. Мог проводить депутатские расследования по просьбе одной пятой депутатов, образуя следственный комитет (Untersuchungsausschüsse)

## Статус депутата
Депутаты рейхстага не могли быть привлечены к уголовной ответственности без его согласия; могли не давать показания о лицах, доверивших им как депутатам какие-либо сведения, кроме случаев задержания на месте преступления; получали жалование; имели право на бесплатный проезд по всем железным дорогам.

## Законодательный процесс
Правом законодательной инициативы обладают члены Рейхстага и Имперское правительство, законы принимались Рейхстагом, промульгировались и публиковались Имперским президентом и вступали в силу на 14-й день после опубликования. Рейхсрат мог отклонить принятый рейхстагом законопроект, который мог быть вновь принят Рейхстагом квалифицированным большинством в 2/3 голосов. 

## Печатные издания
Периодически издавались собрания протоколов заседаний рейхстага (Verhandlungen des Reichstags).

## Председатели
- Пауль Лёбе (СДПГ) 1920—1924
- Макс Вальраф (НННП) 1924—1925
- Пауль Лёбе (СДПГ) 1925—1932
- Герман Геринг (НСДАП) 1932—1945

## Заместители председателя
От СДПГ
- Вильгельм Дитман (1920-1924)
- Пауль Лёбе (СДПГ) (1932-1933)

От ГПЦ
- Йоханнес Белль (1920-1926)

От ГННП
- Герман Дитрих (1920-1924)
- Макс Вальраф (1924)
- Вальтер Греф (1924-1933)

От ГНП
- Якоб Риссер (1921-1928)
- Зигфрид фон Кардоф (1928-1930, 1931-1932)

От НСДАП
- Герман Эссер 1933—1945
- Франц Штёр (1930-1931)
- Эрнст Цёрнер (1933)

От ГПЦ
- Томас Эсслер (1926-1933)

От БНП
- Йоханн Раух (1932)

## Женская и молодёжная квоты
Количество женщин среди членов рейхстага колебалось от 23 (2-й созыв) до 34 (7-й созыв) (в парламенте Великобритании в этот же период из число колебалось от 7 в 1931 году до 14 в 1929 году, в парламенте Швеции от 4 (в 1929 году) до 7 (с 1922 году). Количество лиц от 25 до 30 лет колебалось от 7 (в 1-м и 4-м созывах на момент их избрания) до 44 (в 6-м созыве на момент его избрания), в рейхстагах первых четырёх созывов большинство их были членами КПГ, в рейхстагах с 4-го по 8-й созыв чуть менее половины - членами КПГ, значительно меньше - членами СДПГ, примерно столько же - членами НСДАП, значительно меньше - членами СДПГ. В Боннский период пассивное избирательное право на выборах в Бундестаг было установлено в 21 год, однако впервые лицо имевшее возраст в интервале между 21-24 годами было избрано только в боннский бундестаг только в 1987 году и как правило таковых избирало от 1 до 3, а количество членов боннского бундестага в возрасте от 25 до 30 колебалась от 3 (в 3-м, 5-м, 8-м, 9-м созывах) до 27 (в 19 созыве).

## Известные депутаты
- Зигфрид Ауфхойзер (НСДПГ, СДПГ)
- Отто Браун (СДПГ)
- Генрих Браунс (Центр)
- Рудольф Брейтшейд (СДПГ)
- Генрих Брюнинг (Центр)
- Отто Вельс (СДПГ)
- Оскар Гергт (НННП)
- Андреас Гермес (Центр)
- Отто Гротеволь (СДПГ), впоследствии первый премьер-министр ГДР
- Альфред Гугенберг (НННП)
- Герхарт Зегер (СДПГ)
- Эрих Кох-Везер (НДП)
- Вильгельм Кубе (НННП, затем НСДАП)
- Юлиус Лебер (СДПГ)
- Вильгельм Маркс (Центр)
- Герман Мюллер (СДПГ)
- Артур Розенберг (КПГ, независимый депутат)
- Эрнст Тельман (КПГ)
- Карл Тримборн (Центр)
- Эмиль Фельден (СДПГ)
- Константин Ференбах (Центр)
- Теодор Хойс (НДП), с 1930: Немецкая государственная партия, впоследствии первый президент ФРГ
- Клара Цеткин (КПГ); в 1932 году как старейший депутат председательствовала на открытии новой сессии рейхстага, после чего председателем был избран Геринг.
- Филипп Шейдеман (СДПГ)
- Адам Штегервальд (Центр)
- Густав Штреземан (ННП)
- Мари Юхач (СДПГ)